# Dora (Alabama)
Dora és una població dels Estats Units a l'estat d'Alabama. Segons el cens del 2000 tenia 2.413 habitants.

## Demografia
Segons el cens del 2000, Dora tenia 2.413 habitants, 984 habitatges, i 711 famílies. La densitat de població era de 123,6 habitants/km².
Dels 984 habitatges en un 32,9% hi vivien nens de menys de 18 anys, en un 50,3% hi vivien parelles casades, en un 18,8% dones solteres, i en un 27,7% no eren unitats familiars. En el 25,3% dels habitatges hi vivien persones soles l'11,8% de les quals corresponia a persones de 65 anys o més que vivien soles. El nombre mitjà de persones vivint en cada habitatge era de 2,45 i el nombre mitjà de persones que vivien en cada família era de 2,93.
Per edats la població es repartia de la següent manera: un 26,2% tenia menys de 18 anys, un 8,8% entre 18 i 24, un 26,5% entre 25 i 44, un 25,1% de 45 a 60 i un 13,5% 65 anys o més.
L'edat mediana era de 36 anys. Per cada 100 dones hi havia 81,8 homes. Per cada 100 dones de 18 o més anys hi havia 80,3 homes.
La renda mediana per habitatge era de 21.458 $ i la renda mediana per família de 29.000 $. Els homes tenien una renda mediana de 28.942 $ mentre que les dones 19.886 $. La renda per capita de la població era de 14.560 $. Aproximadament el 23,1% de les famílies i el 27,9% de la població estaven per davall del llindar de pobresa.

## Poblacions properes
El següent diagrama mostra les poblacions més properes.